# José Pasillas
José Antonio Pasillas (Calabasas, California, Estados Unidos; 26 de abril de 1976) es un baterista estadounidense, que actualmente está en la formación de la banda de rock Incubus.

## Biografía
De ascendencia mexicana se crio en Calabasas, California. Empezó a tocar la batería en 1990 y más tarde, en 1991, junto a sus amigos de la escuela secundaria en el San Fernando Valley, Brandon Boyd, Mike Einziger y el bajista Dirk Lance formaron el grupo Incubus.
Ha mencionado que nunca ha tenido ninguna formación formal sobre batería. Algunas de sus influencias incluyen a Stewart Copeland de The Police y Tim Alexander de Primus.
Antes de dedicarse por tiempo completo a Incubus era estudiante de Artes (como Brandon), y sigue creando diseños en su tiempo libre.

## Equipamiento
- DW Baterías & Sabian Platos:
- Baterías - DW Collectors Series Clear Acrylic with Gold Hardware
  - 8X5 Rack Tom
  - 10X5 Rack Tom
  - 12X6 Rack Tom
  - 16X13 Floor Tom
  - 18X14 Floor Tom
  - 20X20 Bass Drum
  - 13x6.5 Edge Snare
  - 14x7 Rocket Shells Carbon Fiber Snare
  - 14X6 Octoban
  - 14.5x6 Octoban

- Platos - Sabian
  - HHX Evolution Hi-Hats 13"
  - HH Raw Bell Dry Ride 21"
  - AAX Studio Crash 20"
  - Prototype HHX Studio Crash 20" (Made Specifically For Him)
  - Vault Crash 19"
  - AAX Mini Chinese 14"
  - HHX Chinese 18"
  - AAX Splash 8"
  - AAX Splash 10"
  - HHX Evolution Splash 12"

- Parches - Remo
  - Toms: Clear Emperors - batter, Clear Ambassadors - resonant
  - Bass Drum: Clear Powerstroke 3 - batter, Standard DW Head - resonant
  - Snare: Emperor Coated and Coated Ambassador - batter, Ambassador - resonant

- Hardware
  - DW Three Sided Straight Drum Rack
  - PDSRC15V Rack Clamp X20
  - DWCP9700 Boom Arms X9
  - DWCP9300 Snare Stand X2
  - DWCP9100AL Pneumatic Airlift Throne X1
  - DWCP9000 Single Pedal X1
  - DWCP9900 DBL Tom Stand X1
  - DWCP9500TB Hi Hat Stand X1

- Baquetas - Vater
  - Vater 7A Wood